# Nokia 3110 classic
Nokia 3110 classic — стільниковий телефон компанії Nokia з кольоровим дисплеєм, вироблений в Угорщині та випущений у продаж у 2007 році. Хоча телефон має той самий номер моделі, що й Nokia 3110, випущений 1997 року, він не походить від цієї моделі і має мало схожості з нею.
Крім основної версії також є версія апарата під назвою Nokia 3110 Evolve, особливість якого в тому, що апарат зроблений з поновлюваних екологічно чистих
матеріалів, а упаковка на 60 % складається з перероблених матеріалів, а також Nokia 3109 classic, яка відрізняється від стандарту відсутністю камери.

## Опис
Був представлений фірмою Nokia на початку 2007 року на всесвітньому конгресі 3GSM в Барселоні і випущений в тому ж році. Модель виділяється унікальним поєднанням широкого набору інтерфейсів і функцій при низькій ціні. Дана модель знята з виробництва набагато пізніше, ніж Nokia 3109, що відрізняється відсутністю FM-радіо і фотокамери.

## Характеристики
Телефон має розміри 108,5 x 45,7 x 15,6 мм і вагу 87 грамів. Акумулятор 1020 mAh може працювати до 370 годин у режимі очікування та 4 години під час дзвінків.
При підключенні до комп'ютера кабелем Mini-USB (купується окремо) телефон стає доступний як знімний диск.
Незважаючи на те, що дана модель має функцію цифрового аудіопрогравача, в комплекті додається монофонічна (для одного вуха) гарнітура. Слот для карти пам'яті розташований під акумулятором, тому змінити її, не вимикаючи апарата, неможливо. Дана модель підтримує флеш-карти об'ємом до 2 гігабайт.

## Галерея

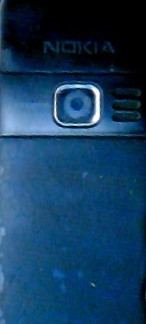
Камера на телефоні
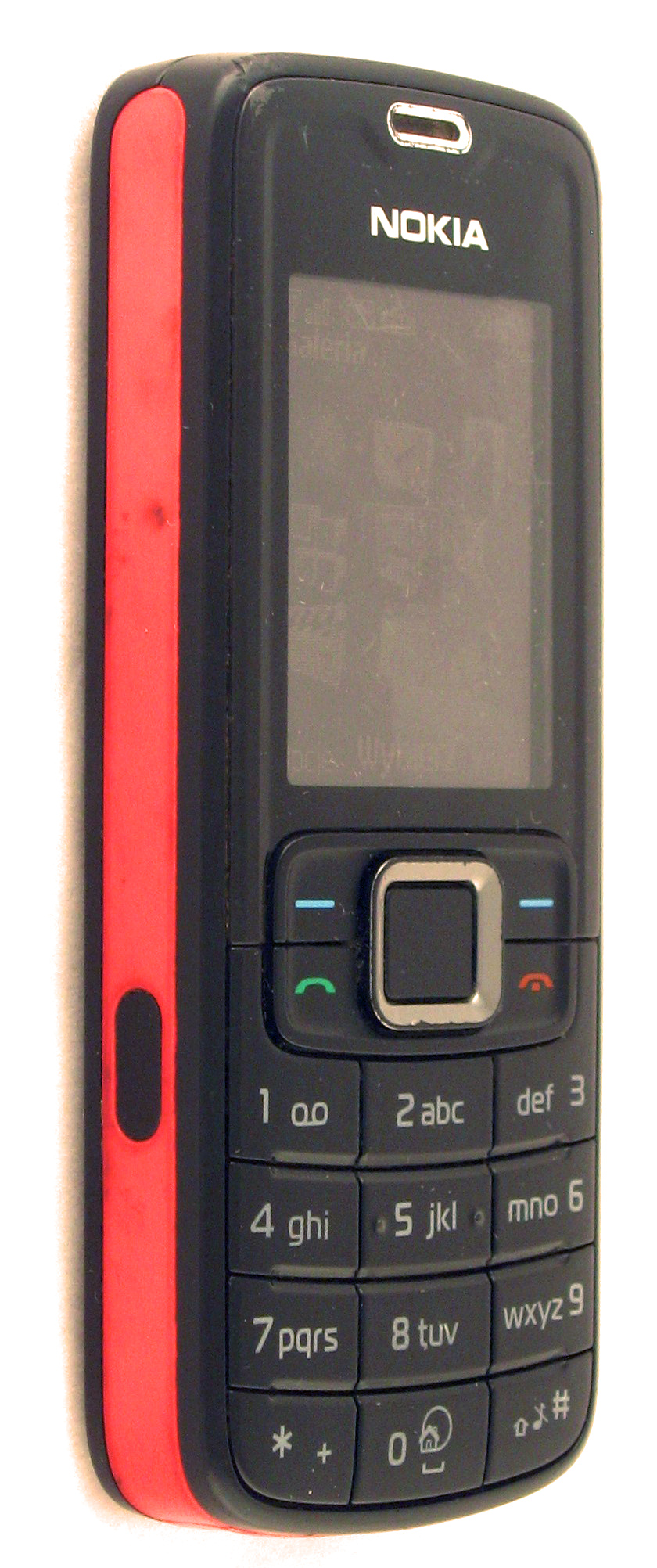
Бокова панель
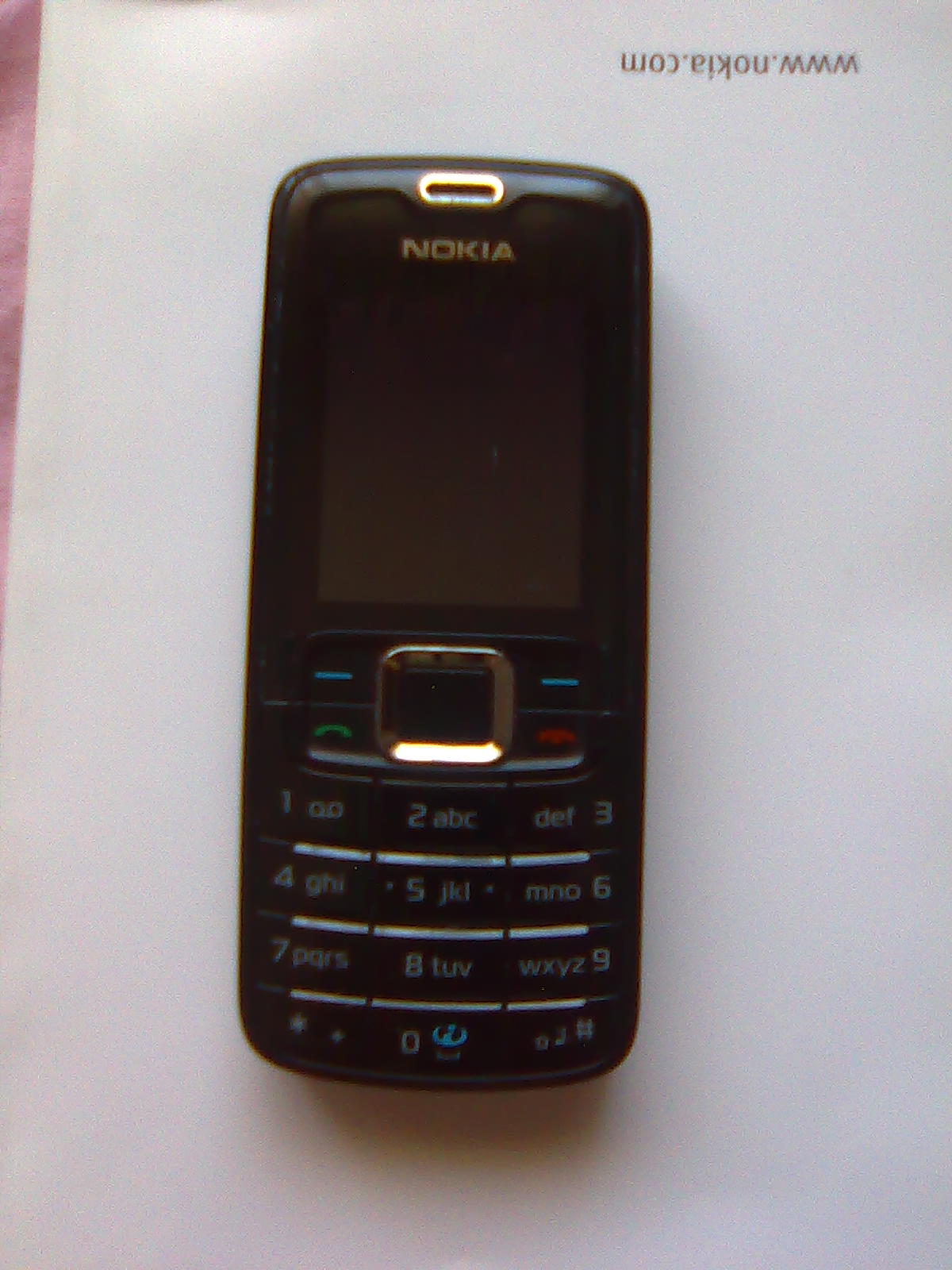
Телефон із вимкненим екраном